# Bramstedt
Bramstedt är en ortsteil i kommunen Hagen im Bremischen i Landkreis Cuxhaven i förbundslandet Niedersachsen i Tyskland. Bramstedt var en kommun fram till 1 januari 2014 när den uppgick i Hagen im Bremischen. Kommunen Bramstedt hade 1 857 invånare 2013.